# Конрад, Тимоти Аббот
Ти́моти А́ббот Ко́нрад (англ. Timothy Abbott Conrad; 21 июня 1803, Трентон — 9 августа 1877, там же) — американский палеонтолог.
В 1837—1841 годах был государственным палеонтологом в Нью-Йорке.

## Публикации
- «American Marine Conchology» (1831);
- «Fossil shells of the tertiary formations of the United States» (1832, дополн. 1834);
- «Monography of the Unionoidae of the United States» (т. 1—12, 1834—1859);
- «Paleontology in New-York State» (1838—1840);
- «Palaeontology of the Pacific Railroad Survey in California» (1854);
- «Palaeontology of the Mexican Boundary Survey» (1854) и др.